# Miguel de la Rosa
Miguel de la Rosa Zayas (...) è un ex schermidore cubano.

## Palmarès
In carriera ha conseguito i seguenti risultati:
- Giochi Panamericani:

L'Avana 1991: oro nella spada a squadre.